# František Antonín von Trippenbach
František Antonín von Trippenbach byl český šlechtic.

## Život
Dle dochované korespondence bratranec Jana Antonína von Trippenbach (1699 - 1741). Nicméně František Antonín von Trippenbach používal shodnou pečeť jako Dominik von Trippenbach. Z toho důvodu se lze přiklonit k názoru, že šlo o syna Dominika von Trippenbach z prvního manželství.
František Antonín složil přísahu u Pražského apelačního soudu (19. července 1703). Zde následně zastával post apelačního kancelisty. Po skončení své funkce u apelačního soudu byl vrchním regentem Chlumeckého panství a to od 20. března 1721 do 31. března 1734. Byl ve službách Františka Ferdinanda Kinského. (Archivní oddělení Zámrsk + rodokmen Německo)
František Antonín von Trippenbach navštívil v roce 1724 lázně - Vraclav u Vysokého Mýta. V knize Mnicha Sv. Nicolaje (Zdravohojná studánka) je zápis na straně 83. Podstata lázní Vraclav je popsaná v této knize. František Antonín von Trippenbach také jako regent Chlumeckého panství nechal lázně vybudovat. A to lázně u Chlumce nad Cidlinou - Lázně Svatojánské. (Bakalářská práce, Jan Krátký 2010)

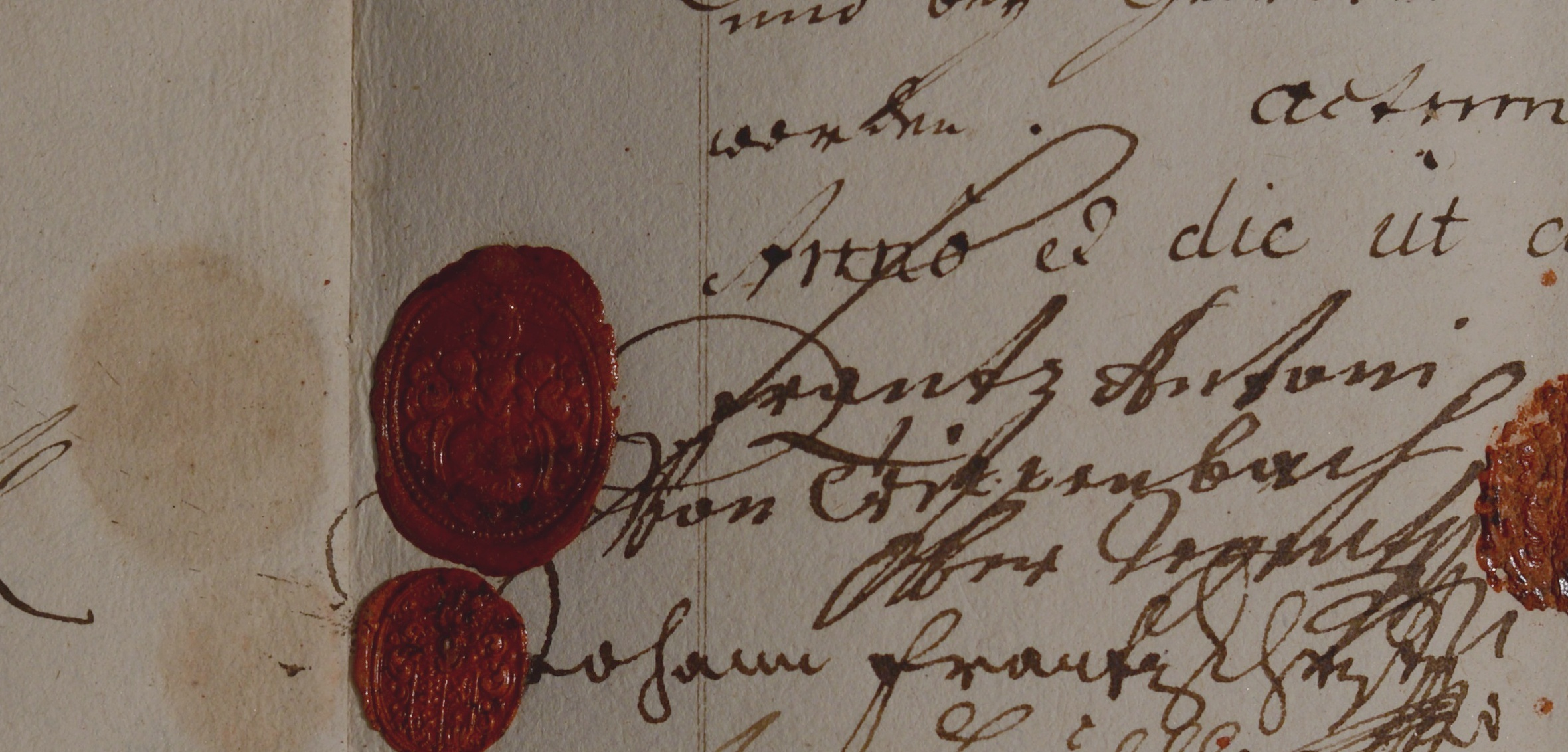
Pečeť Františka Antonína von Trippenbach na popisu hranic mezi panstvím Chlumce nad Cidlinou a Hlušice. Archiv Kinských - Zámrsk